# Agathon montanus
Agathon montanus är en tvåvingeart som först beskrevs av Kitakami 1931.  Agathon montanus ingår i släktet Agathon och familjen Blephariceridae. Inga underarter finns listade i Catalogue of Life.